# Jason Price
Jason Jeffrey Price (nacido el 12 de abril de 1977 en Pontypridd) es un futbolista galés. Puede jugar como mediocampista lateral derecho o como delantero.

## Carrera del club
Price tuvo hechizos con Swansea City, Brentford (para quien anotó una vez contra Reading ),  Tranmere Rovers y Hull City.

### Doncaster Rovers
Fichó por el Doncaster Rovers a las órdenes de David Penney,  antiguo entrenador del Rovers, y pronto se convirtió en un jugador clave bajo las órdenes de Sean O'Driscoll .
Al regresar a su país de origen para la final del Trofeo de la Liga de Fútbol en el Millennium Stadium de Cardiff el 1 de abril de 2007, Price sufrió una rotura del tendón de Aquiles que lo descartó durante nueve meses. Renovó su contrato en Doncaster en junio de 2008 cuando expiraba su contrato anterior. A pesar de que se habló mucho de que dejaría los Rovers, Price aceptó un nuevo contrato de un año.
Uno de los goles más importantes de Price fue contra el Aston Villa en la repetición de la cuarta ronda de la Copa FA 2008-09 en Villa Park,  cuando remató un centro de James Coppinger justo antes del medio tiempo.
Se incorporó a Millwall en calidad de cedido el 26 de marzo de 2009 por el resto de la temporada, y dos días más tarde marcó en su debut con el Millwall, un gol ganador en el minuto 90 que le valió a los Lions una victoria crucial por 1-0 en Crewe Alexandra . 
Price regresó a Doncaster al final de la temporada, pero fue liberado de su contrato el 7 de mayo.

### Millwall
El 7 de julio de 2009, Price fichó por Millwall por un año. Se unió a Oldham Athletic en un contrato de préstamo de un mes el 1 de febrero de 2010, haciendo siete apariciones y anotando una vez contra Swindon Town antes de regresar a Millwall. Dos días después de su regreso, Price dejó el club cedido por segunda vez y se unió a Carlisle United hasta el final de la temporada 2009-10. Price logró marcar su primer gol para los Cumbrians en su debut cuando Carlisle ganó el partido 2-1 contra Colchester.

### Carlisle United
El 17 de junio de 2010, Price firmó un contrato de 1 año con Carlisle United. El 13 de octubre de 2010 firmó un contrato de préstamo de un mes con Bradford City . Su préstamo se extendió hasta principios de enero de 2011, con Price anotando su primer gol en su octavo partido con el club, en un empate 1-1 con Accrington Stanley .  El 28 de enero de 2011, Price firmó un contrato de préstamo por un mes con Walsall, quien, en ese momento, estaba en la parte inferior de la Football League One. Price hizo su debut en casa al día siguiente en una victoria por 6-1 sobre el Bristol Rovers, el mejor resultado de liga del club desde 1986 (que fue una victoria por 6-0, también sobre el Bristol Rovers). El 24 de marzo de 2011, Price firmó un contrato de préstamo con el Hereford United hasta el final de la temporada.
Fue liberado por Carlisle United en mayo de 2011 antes de firmar un contrato inicial de un mes con Barnet en la Liga 2 en agosto de 2011.

### Barnet
El 2 de agosto de 2011, Price firmó un contrato de un mes con el Barnet. Hizo su debut en una victoria por 1-0 ante Morecambe y marcó en su debut en casa en una derrota por 3-1 contra Port Vale . 

### Morecambe
El 3 de septiembre de 2011, Price fichó por Morecambe con un contrato de cuatro meses. Hizo su debut completo en casa en el 6-0 de Morecambe sobre Crawley Town el 10 de septiembre de 2011. 

### Guiseley
Price fue liberado por Morecambe el 15 de marzo de 2012 para permitirle unirse a Guiseley por el resto de la temporada.

### Prestatyn Town
En agosto de 2012, Price fichó por el Prestatyn Town , de la Welsh Premier League, y debutó en la primera jornada de la temporada en la victoria por 4-2 sobre el Afan Lido. Price tuvo un gran comienzo en la primera división galesa, marcando varios goles y ganando el premio al jugador del mes de septiembre. Price marcó dos goles que ayudaron al Prestatyn a ganar la final de la Copa de Gales en una victoria por 3-1 en la prórroga contra el Bangor City.

### Carrera posterior
En la temporada 2013-14, Price jugó con el Ossett Town, Selby Town, Shaw Lane Aquaforce y Brighouse Town . En agosto de 2016, Price fichó por Almondbury Woolpack de Huddersfield and District League . El 30 de agosto de 2016 marcó dos goles en su primer partido contra el Flockton FC, en el que Woolpack ganó 7-0. También asistió a cuatro goles en ese partido.

## Estadísticas de carrera
| Club                   | Season                | League                                                      | League | League | National Cup | National Cup | League Cup | League Cup | Other | Other | Total | Total |
| Club                   | Season                | Division                                                    | Apps   | Goals  | Apps         | Goals        | Apps       | Goals      | Apps  | Goals | Apps  | Goals |
| ---------------------- | --------------------- | ----------------------------------------------------------- | ------ | ------ | ------------ | ------------ | ---------- | ---------- | ----- | ----- | ----- | ----- |
| Swansea City           | 1996–97               | Third Division                                              | 2      | 0      | 0            | 0            | 0          | 0          | 0     | 0     | 2     | 0     |
| Swansea City           | 1997–98               | Third Division                                              | 34     | 3      | 1            | 0            | 2          | 0          | 0     | 0     | 37    | 3     |
| Swansea City           | 1998–99               | Third Division                                              | 28     | 3      | 2            | 1            | 2          | 0          | 3     | 1     | 35    | 5     |
| Swansea City           | 1999–00               | Third Division                                              | 39     | 6      | 1            | 0            | 4          | 1          | 0     | 0     | 44    | 7     |
| Swansea City           | 2000–01               | Second Division                                             | 41     | 4      | 0            | 0            | 2          | 0          | 2     | 1     | 45    | 5     |
| Swansea City           | Total                 | Total                                                       | 144    | 16     | 4            | 1            | 10         | 1          | 5     | 2     | 163   | 20    |
| Brentford              | 2001–02               | Second Division                                             | 15     | 1      | ―            | ―            | 2          | 0          | 1     | 0     | 18    | 1     |
| Tranmere Rovers        | 2001–02               | Second Division                                             | 24     | 7      | 5            | 4            | ―          | ―          | ―     | ―     | 29    | 11    |
| Tranmere Rovers        | 2002–03               | Second Division                                             | 25     | 4      | 0            | 0            | 0          | 0          | 0     | 0     | 25    | 4     |
| Tranmere Rovers        | Total                 | Total                                                       | 49     | 11     | 5            | 4            | 0          | 0          | 0     | 0     | 54    | 15    |
| Hull City              | 2003–04               | Third Division                                              | 33     | 9      | 1            | 1            | 1          | 0          | 1     | 0     | 36    | 10    |
| Hull City              | 2004–05               | League One                                                  | 27     | 2      | 2            | 0            | 1          | 0          | 1     | 1     | 31    | 3     |
| Hull City              | 2005–06               | Championship                                                | 15     | 2      | 1            | 0            | 1          | 1          | ―     | ―     | 17    | 3     |
| Hull City              | Total                 | Total                                                       | 75     | 13     | 4            | 1            | 3          | 1          | 2     | 1     | 84    | 16    |
| Doncaster Rovers       | 2005–06               | League One                                                  | 11     | 4      | ―            | ―            | ―          | ―          | ―     | ―     | 11    | 4     |
| Doncaster Rovers       | 2006–07               | League One                                                  | 31     | 6      | 4            | 0            | 3          | 0          | 6     | 4     | 44    | 10    |
| Doncaster Rovers       | 2007–08               | League One                                                  | 29     | 7      | 2            | 0            | 0          | 0          | 4     | 1     | 35    | 8     |
| Doncaster Rovers       | 2008–09               | Championship                                                | 22     | 0      | 2            | 1            | 0          | 0          | ―     | ―     | 24    | 1     |
| Doncaster Rovers       | Total                 | Total                                                       | 93     | 17     | 8            | 1            | 3          | 0          | 10    | 5     | 114   | 23    |
| Millwall (loan)        | 2008–09               | League One                                                  | 8      | 3      | 0            | 0            | ―          | ―          | 1     | 0     | 9     | 3     |
| Millwall               | 2009–10               | League One                                                  | 15     | 1      | 3            | 2            | 1          | 0          | 1     | 0     | 20    | 3     |
| Millwall               | Millwall total        | Millwall total                                              | 23     | 4      | 3            | 2            | 1          | 0          | 2     | 0     | 29    | 6     |
| Oldham Athletic        | 2009–10               | League One                                                  | 7      | 1      | ―            | ―            | ―          | ―          | ―     | ―     | 7     | 1     |
| Carlisle United (loan) | 2009–10               | League One                                                  | 9      | 4      | ―            | ―            | ―          | ―          | ―     | ―     | 9     | 4     |
| Carlisle United        | 2010–11               | League One                                                  | 3      | 0      | 0            | 0            | 0          | 0          | 1     | 1     | 4     | 1     |
| Carlisle United        | Carlisle United total | Carlisle United total                                       | 12     | 4      | 0            | 0            | 0          | 0          | 1     | 1     | 13    | 5     |
| Bradford City (loan)   | 2010–11               | League Two                                                  | 10     | 1      | 1            | 0            | ―          | ―          | ―     | ―     | 11    | 1     |
| Walsall (loan)         | 2010–11               | League One                                                  | 5      | 0      | ―            | ―            | ―          | ―          | ―     | ―     | 5     | 0     |
| Hereford United (loan) | 2010–11               | League Two                                                  | 4      | 0      | ―            | ―            | ―          | ―          | ―     | ―     | 4     | 0     |
| Barnet                 | 2011–12               | League Two                                                  | 5      | 1      | ―            | ―            | 2          | 0          | ―     | ―     | 7     | 1     |
| Morecambe              | 2011–12               | League Two                                                  | 18     | 2      | 0            | 0            | ―          | ―          | 1     | 0     | 19    | 2     |
| Guiseley               | 2011–12               | Conference North                                            | 7      | 1      | ―            | ―            | ―          | ―          | ―     | ―     | 7     | 1     |
| Prestatyn Town         | 2012–13               | Welsh Premier League                                        | 28     | 11     | 4            | 3            | ―          | ―          | ―     | ―     | 32    | 14    |
| Almondbury Woolpack    | 2016–17               | Huddersfield and District Association League Third Division | 4      | 4      | ―            | ―            | ―          | ―          | ―     | ―     | 4     | 4     |
| Career total           | Career total          | Career total                                                | 499    | 87     | 29           | 12           | 21         | 2          | 22    | 9     | 571   | 110   |

## Honores
Swansea City
- Tercera división de la liga de fútbol : 1999–00

Hull City
- Promoción de segundo lugar de la Football League One : 2004-05
- Promoción al segundo puesto de la Tercera División de la Football League: 2003-04

Doncaster Rovers
- Play-offs de la Football League One: 2008
- Trofeo de la liga de fútbol : 2006-07
- Copa de Gales : 2012-13

Ganador de la Copa del Mundo Senior 2016 con Inglaterra